# Carlos Strasser
Carlos Strasser (Buenos Aires, 1936) es un reconocido politólogo argentino. Fue Investigador Superior del CONICET y profesor emérito de FLACSO, donde fundó en 1979 la Maestría en Ciencias Sociales y dirigió desde entonces y hasta 2019 la Maestría en Ciencia Política & Sociología.

## Biografía
Estudió para abogado en la Facultad de Derecho de la Universidad de Buenos Aires entre 1954 y 1961. En la Facultad de Derecho fue dirigente estudiantil del Movimiento Universitario Reformista entre 1956 y 1958/59, años en que integró el Consejo Directivo de la Facultad. En 1960 creó y desde entonces dirigió la revista semanal de política y cultura “El Popular”, para la que contrató como columnistas a Ismael Viñas, Arturo Jauretche y Rodolfo Walsh. La revista cerró en 1961 por falta de fondos, pese a que llegó a ser la segunda publicación semanal en ventas, aunque muy detrás de la famosa Radiolandia, dedicada al cine, la radio y los espectáculos.
Desde fines de 1961 hasta 1966 ejerció la abogacía. A partir de 1963 cursó como alumno en el Departamento de Sociología de la Universidad de Buenos Aires. Dejó inconclusos dichos estudios y el propio ejercicio de la abogacía a fines de 1966 para incorporarse a la Universidad de Berkeley, California, como investigador asociado del proyecto “Políticas de Modernización”, que dirigía el profesor David Apter en su Instituto de Estudios Internacionales. Paralelamente cursó allí el doctorado en Ciencia Política entre 1967 y 1971 bajo la dirección del profesor Sheldon Wolin y, hacia el final, la profesora Hanna Fenichel Pitkin. A ese fin obtuvo becas de la Organización de Estados Americanos, la Fundación Fullbright y la Fundación Leo S. Rowe. Su principal campo de estudios fue la teoría política.
De regreso en la Argentina, desde 1972 se incorporó como profesor-investigador al Departamento de Sociología (luego de Ciencias Sociales) de la Fundación Bariloche, en su sede de San Carlos de Bariloche. Dictó allí cursos de posgrado en teoría política y filosofía de la ciencia política y dirigió un par de años el Departamento. Acosada política y financieramente la Fundación Bariloche por el régimen militar instaurado en el país tras el golpe de Estado de 1976, que forzó al exilio a varios de sus académicos, en 1977 pasó a la FLACSO, Facultad Latinoamericana de Ciencias Sociales, para incorporarse como director de su Escuela de Ciencia Política y miembro del Comité Académico regional. Ha permanecido en la FLACSO como profesor-investigador desde entonces hasta 2019. En 1979 creó en ella la Maestría en Ciencias Sociales, decana de la disciplina en la Argentina.
Desde fines de 1984 tuvo simultáneamente a su cargo la creación de la carrera de Ciencia Política de la Universidad de Buenos Aires. También desde fines de 1984 y hasta 1994 fue profesor titular de la Facultad de Derecho y Ciencias Sociales de la Universidad de Buenos Aires y, entre 1994 y 1997, profesor plenario y director del Departamento de Humanidades de la Universidad de San Andrés. Entre 1985 y 1998 fue simultáneamente profesor del Instituto del Servicio Exterior de la Nación.
Desde 1971 ha dictado cursos y conferencias o participado en congresos y seminarios en numerosas universidades de la Argentina y de Uruguay, Brasil, Chile, Perú, Ecuador, Colombia, México, República Dominicana, Estados Unidos, Canadá, España, Italia, Alemania y Suecia.
Ha publicado artículos en distintas revistas académicas argentinas y de otros países así como columnas de opinión en los diarios La Nación y Clarín, de Buenos Aires, y es autor de, entre otros libros, La Razón Científica en Política y Sociología, Amorrortu, Buenos Aires, 1979; Filosofía de la Ciencia Política y Social, Abeledo-Perrot, Buenos Aires, 1986; El Orden Político y la Democracia, Abeledo-Perrot, Buenos Aires, 1986; Para una Teoría de la Democracia Posible, 2 vols., GEL / Grupo Editor de América Latina, Buenos Aires, 1990 y 1991; Democracia III. La última democracia, 1995, Sudamericana, Buenos Aires, 1995; Democracia & Desigualdad. Sobre la “democracia real” a Fines del siglo XX”, CLACSO, Buenos Aires, 1999 (reedición, 2000); y La vida en la Sociedad Contemporánea. Una mirada política, Fondo de Cultura Económica, Buenos Aires, 2003; y La razón democrática y su experiencia. Presente, temas y perspectivas, Editorial Prometeo, Buenos Aires,2013. Ensayos breves, FLACSO, Buenos Aires, 2004, recoge textos varios publicados en revistas académicas en años previos.
Recibió la Faja de Honor 1980 de la Sociedad Argentina de Escritores y los premios Konex y Konex de Platino en Ciencia Política, de la Argentina, por la década 1986-96. Es Fellow del Woodrow Wilson International Center for Scholars, de Washington D. C.

## Publicaciones

### Libros político-periodísticos
- Tres Revoluciones. Los últimos veintiocho años. Buenos Aires: Editorial Perrot. 1958.
- Las izquierdas en el proceso político argentino. Buenos Aires: Editorial Palestra. 1959.

### Libros político-académicos
- La razón científica en política y sociología. Buenos Aires: Amorrortu Editores. 1979. ISBN 9788461010684.
- Filosofía de la ciencia política y social. Buenos Aires: Editorial Perrot. 1986. ISBN 9789502003528.
- El orden político y la democracia. Buenos Aires: Editorial Perrot. 1986.
- Teoría del Estado. Buenos Aires: Editorial Perrot. 1986. ISBN 9789502003481.
- Para una teoría de la democracia posible, 2 vols. Buenos Aires: Grupo Editor Latinoamericano. 1990, 1991. ISBN 9506940916.
- Democracia III. La última democracia. Buenos Aires: Universidad de San Andrés – Editorial Sudamericana. 1995. ISBN 9789500710961.
- Democracia & desigualdad. Buenos Aires: CLACSO-Eudeba. 1999. ISBN 9509231460.
- La vida en la sociedad contemporánea. Una mirada política. Buenos Aires: Fondo de Cultura Económica. 2003. ISBN 9505575297.
- La razón democrática y su experiencia. Temas, presente y perspectivas. Buenos Aires: Editorial Prometeo. 2013. ISBN 9875745979.

### Artículos académicos (escogidos)
- «La idea de una ciencia política». Desarrollo Económico. Revista de ciencias sociales (Buenos Aires: IDES) 12 (46). julio-septiembre 1972.

- «Formaciones político-ideológicas en América Latina. Un marco histórico-estructural para su análisis». Revista Latinoamericana de Sociología (Buenos Aires: Instituto Torcuato Di Tella – Editorial Paidós) (2). 1975.

- «Concentración del poder y clase de vida política”». en Carlos Floria y Marcelo Montserrat (eds.) Pensar la República (Buenos Aires: Editorial Persona a Persona). 1976.

- «Rousseau, o el gobierno representativo». Revista Latinoamericana de Filosofía (Buenos Aires) XVI (1). marzo de 1990.

- «La democracia versus el poder». en Sociedad (Facultad de Ciencias Sociales, Universidad de Buenos Aires) (8). abril de 1996.

- «Identidad cultural y ciudadanía. La tensión iberoamericana». en Estudios Sociales, Universidad Nacional del Litoral (Santa Fe). año IX (16). primer semestre de 1999.

- «Latin America: civic participation, democratic institutions, good governance. The obstacles and the issues». en Carlos Sojo (ed.), Social Development in Latin America (San José de Costa Rica: FLACSO – The World Bank). 2003.

- «La sociedad y la política, en necesidad de ideología». en Revista SAAP (Buenos Aires: Sociedad Argentina de Análisis Político) I (2). octubre de 2003.

- «La democracia del siglo XXI en América Latina. Apuntes sobre lo que es / no es y lo que será / no será». en El Debate Político (Buenos Aires: Fondo de Cultura Económica). año I (1). verano de 2004.

- «Algunas precisiones (y perspectivas) sobre equidad, democracia y gobernabilidad a principios del siglo XXI». en POSTdata. Revista de Reflexión y Análisis Político (Buenos Aires) (10). diciembre de 2004.

- «Democracia y soberanía popular. Mitos y realidad a principios del siglo XXI». en Revista SAAP, Sociedad Argentina de Análisis Político (Buenos Aires) III (2). junio de 2008.

- «La democracia de la que hablamos. Presente y futuro, herencia y peligro». en Revista Argentina de Ciencia Política (Buenos Aires: Eudeba – Universidad de Buenos Aires) (15). octubre de 2012.